# Oedipus (Rihm)

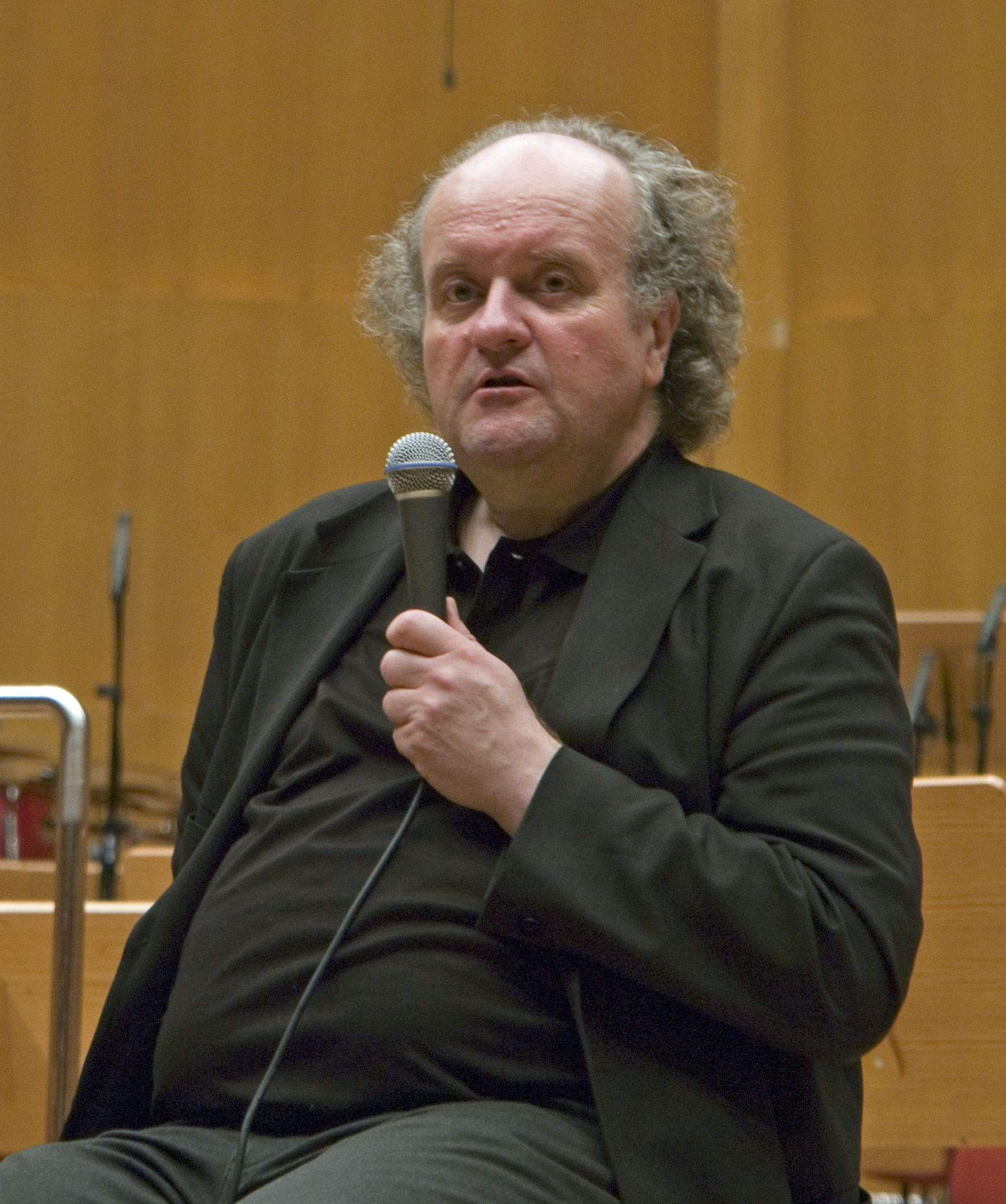
Wolfgang Rihm

Oedipus är en opera (musikteater) i tre delar med musik av Wolfgang Rihm. Librettot skrevs av Rihm efter Sofokles antika tragedi Kung Oidipus (översatt till tyska av Friedrich Hölderlin 1804), Friedrich Nietzsches Oedipus, Reden des letzten Philosophen mit sich selbst. Ein Fragment aus der Geschichte der Nachwelt (1872/73) och Heiner Müllers Ödipuskommentar (1965) .

## Historia
Verket består av 21 scener vilka innefattar den klassiska historien om Oidipus och består av delarna "Oidipus och Sfinxen", "Ett barn haltar genom en stenig öken", samt "Oidipus vid skiljevägen". Fyra monologer (Nietzsche) och fyra kommentarer (Müller) kompletterar handlingen. En stor del av texten deklameras syllabiskt medan orkestern understöder rösterna snarare än att inta en självständig del av verket. Orkestern saknar stråkinstrument förutom för ett par violiner som endast hörs efter Oedipus förblindat sig. En stor trumma och en stor, hängande metallplatta spelas på scenen av Oedipus och Jocasta. Den ominöst hotande musiken förstärks av en manskör och förinspelade ljudband av körer vilka växlar mellan tal och sång. Operan hade premiär den 4 oktober 1987 på Deutsche Oper Berlin i regi av Götz Friedrich.

## Personer
- Oedipus (Baryton)
- Kreon (Tenor)
- Tiresias (Baryton)
- Budbäraren (Baryton)
- Herden (Baryton)
- Jokasta (Mezzosopran)
- Sphinx (4 sopraner)
- 16 äldste (kör bestående av åtta tenorer och åtta basar)

- Tonband med fyra sopraner, damkör, manskör, barnkör, blandad kör och talkör.